# Mococa Airport
Mococa Airport är en flygplats i Brasilien.   Den ligger i kommunen Mococa och delstaten São Paulo, i den sydöstra delen av landet, 600 km söder om huvudstaden Brasília. Mococa Airport ligger 640 meter över havet.
Terrängen runt Mococa Airport är huvudsakligen platt, men österut är den kuperad. Närmaste större samhälle är Mococa, 3,8 km nordost om Mococa Airport.
Omgivningarna runt Mococa Airport är huvudsakligen savann. Runt Mococa Airport är det ganska tätbefolkat, med 108 invånare per kvadratkilometer.